# Belofte
Een belofte is een toezegging iets te doen of te laten. Onder beloften kunnen ook aankomende deelnemers aan een sport worden verstaan.
Vaak spreekt men informeel een belofte uit, bijvoorbeeld: "Je krijgt het boek morgen van me terug." of nadrukkelijker: "Ik beloof je dat je het boek morgen terugkrijgt." 
Volgens de algemene regels van fatsoen behoort men zo'n belofte na te komen.
Weet men niet zeker of men daaraan kan voldoen, dan moet men ook niets beloven.
Een belofte die juridisch wordt afgelegd is de seculiere versie van de eed, een plechtige verklaring dat men de waarheid spreekt of zal spreken, of iets belooft te doen.
Wie zo'n belofte niet nakomt, is strafbaar wegens meineed.
Hieronder wordt de juridische belofte besproken.  

## Verschillende vormen
Er wordt bij het afleggen van een eed of belofte onderscheid gemaakt tussen een confessionele vorm en een seculiere vorm. Bij de seculiere vorm wordt onderscheid gemaakt tussen belofte (dat men iets zal doen of nalaten) en verklaring (dat men iets heeft gedaan of nagelaten). Dat onderscheid bestaat bij de confessionele vorm niet: daar kent men alleen de eed. Het is eigenlijk niet juist de seculiere vormen als eed aan te duiden. Qua juridische gevolgen is er geen onderscheid tussen de eed enerzijds en de belofte of verklaring anderzijds.

## Wijze van afleggen
In Nederland formuleert men een belofte of een verklaring als volgt: men begint men met "Ik beloof/verklaar dat ik..." en bekrachtigt men met "Dat verklaar en beloof ik". In dat geval is het niet nodig de twee voorste vingers van de rechterhand op te steken. Dit is zo geregeld in de Wet vorm van de eed van 17 juli 1911.
Als een eed wordt afgelegd gebeurt dat met de woorden: "Ik zweer dat ik..." of "Zweert u dat u...". De beëdigde bekrachtigt ten slotte de eed door het opsteken van de twee voorste vingers van de rechterhand waarbij hij zegt: "Zo waarlijk helpe mij God almachtig". 
De wet bevat bovendien nog de mogelijkheid om de eed, de belofte of de verklaring op een andere wijze te doen, als de godsdienstige gezindheid van de betrokkene dat voorschrijft. Voor moslims betekent dat, dat men de eed op de Koran zou kunnen afleggen. Verder kan men individueel tot een andere wijze besluiten als de beëdigde door een lichamelijk gebrek niet in staat is de eed op de voorgeschreven manier af te leggen - hij mag bijvoorbeeld de vingers van de linkerhand opsteken als hij zijn rechterhand niet kan gebruiken.
Het afleggen van de belofte staat juridisch gelijk met de eed of de verklaring. Termen als onder ede staan en meineed zijn ook van toepassing op iemand die een belofte of verklaring heeft afgelegd. Omdat in wettelijke voorschriften vaak uitsluitend sprake is van het afleggen van de eed, is deze gelijkstelling uitdrukkelijk in de Eedswet van 1971 opgenomen.

## Belofte bij getuigenverklaringen
Een getuige bij een rechtszaak of parlementaire enquête moet over het algemeen de eed of de belofte afleggen, dat hij of zij de gehele waarheid en niets dan de waarheid zal zeggen. Gedurende de ondervraging staat de getuige onder ede. Als de getuige jonger dan 16 jaar is, wordt hij of zij niet beëdigd, maar aangemaand de gehele waarheid en niets dan de waarheid te zeggen.
In België vraagt de rechter aan getuigen in een strafproces de volgende formule uit te spreken: "Ik zweer de gehele waarheid en niets dan de waarheid te zeggen". Het Gerechtelijk Wetboek, artikel 934, noemt de volgende eedformules: 
- "Ik zweer in eer en geweten dat ik de gehele waarheid en niets dan de waarheid zal zeggen", of
- "Je jure en honneur et conscience de dire toute la vérité, rien que la vérité.", of
- "Ich schwöre auf Ehre und Gewissen, die ganze Wahrheit und nur die Wahrheit zu sagen".

Bij de procedure voor het Hof van assisen wordt de uitdrukking "spreken zonder haat en zonder vrees" gebruikt. Artikel 317 van het Wetboek van strafvordering schrijft voor: "Alvorens te getuigen leggen zij, op straffe van nietigheid, de eed af dat zij zullen spreken zonder haat en zonder vrees, dat zij de gehele waarheid en niets dan de waarheid zullen zeggen".
Ook de leden van de jury moeten een eed afleggen (Artikel 312 van het Wetboek van strafvordering). Daarom worden de personen die in de jury zitten ook wel de "gezworenen" genoemd. Het woord 'jury' komt trouwens van het Latijnse jurare, wat 'zweren' betekent.

## Belofte bij functieaanvaarding
Iemand die een openbare functie aanvaardt, legt gewoonlijk een ambtseed af. Dit heet wel de zuiveringseed. 
Een staatshoofd dat in functie treedt, wordt gewoonlijk tijdens een bijzondere plechtigheid beëdigd. 
Medici leggen de Eed van Hippocrates af. Ook bij paramedische beroepen, zoals verpleegkundige, moet men een eed afleggen, waarbij men bijvoorbeeld belooft vertrouwelijke informatie geheim te houden.

## Eed of belofte door militair
Van militairen wordt bij hun benoeming ook vaak een eed geëist. Hierin zweren ze trouw aan de grondwet, het vaderland en/of het staatshoofd.
Voor Nederlandse militairen luidt deze belofte:
"Ik zweer (beloof) trouw aan de Koning, gehoorzaamheid aan de wetten en onderwerping aan de krijgstucht. Zo waarlijk helpe mij God Almachtig (Dat beloof ik)".

## Meineed
Iemand die liegt terwijl hij 'onder ede' staat, pleegt meineed en is daarmee strafbaar.